# Jakob Franck
Jakob Franck (* 18. Februar 1811 in Wachenheim an der Haardt; † 17. September 1884) war ein deutscher Philologe und Schullehrer.

## Leben
Jakob Franck war der Sohn eines Winzers. Er besuchte die Lateinschule in Dürkheim, das Gymnasium in Zweibrücken und studierte dann Theologie in Erlangen und Utrecht.
Da er keine Anstellung als Theologe fand, war er zunächst Hauslehrer und Hilfsgeistlicher, wandte sich dann aber der Philologie zu und wurde 1837 Studienlehrer an der Lateinschule zu Annweiler. Hier wurde er 1845 zum Subrektor ernannt.
Franck war während der Revolution von 1848/49 politisch aktiv, wurde jedoch in der folgenden Reaktionsära nicht gerichtlich belangt.
Er betrieb germanistische Studien und arbeitete der Sprichwortsammlung seines Freundes Wander zu. Für seine Kenntnisse auf dem Gebiet der deutschen Literatur ernannte ihn das Freie Deutsche Hochstift zu seinem „Meister“. 1871 wurde Franck in den Vorstand der Lateinschule Landau berufen, 1874 wurde er zum Subrektor der Lateinschule Edenkoben ernannt. 1877 trat Franck in den Ruhestand.
Für die Allgemeine Deutsche Biographie schrieb er mehr als 100 Artikel. Er stand in freundschaftlichem Verkehr mit Wilhelm Wattenbach und Karl Bartsch und wurde zum Ehrendoktor der Universität Heidelberg promoviert. Er war Mitarbeiter der Zeitschrift Pfälzisches Museum und schrieb u. a. für das Serapeum und für Herrigs Archiv für das Studium der neueren Sprachen und Literaturen.